# Nesozineus ateuchus
Nesozineus ateuchus là một loài bọ cánh cứng trong họ Cerambycidae.